# Атлетика на Летњим параолимпијским играма 2016 — 400 метара за мушкарце T52
Трка на 400 метара у класи 52 за мушкарце, била је једна од 29 дисциплина атлетског програма на Летњим параолимпијским играма 2016. у Рио де Жанеиру, Бразил. Такмичење је одржано 12. и 13. септембра на Олимпијском стадиону Жоао Авеланж.

## Земље учеснице
Учествовало је 15 такмичара из 10 земаља.
1. Аустралија (1)
2. Аустрија (1)
3. Јапан (3)
4. Колумбија (1)
5. Мексико (2)
6. Португалија (1)
7. САД (3)
8. Тајланд (1)
9. Филипини (1)
10. Швајцарска (1)

## Рекорди пре почетка такмичења
(стање 8. септембра 2016.)
| Рекорди пре почетка Параолимпијских игара 2016. | Рекорди пре почетка Параолимпијских игара 2016. | Рекорди пре почетка Параолимпијских игара 2016. | Рекорди пре почетка Параолимпијских игара 2016. | Рекорди пре почетка Параолимпијских игара 2016. | Рекорди пре почетка Параолимпијских игара 2016. |
| ----------------------------------------------- | ----------------------------------------------- | ----------------------------------------------- | ----------------------------------------------- | ----------------------------------------------- | ----------------------------------------------- |
| Светски рекорд                                  | 55,19                                           | Рајмонд Мартин                                  | Сједињене Државе                                | Арбон, Швајцарска                               | 4. јун 2015.                                    |
| Параолимпијски рекорд                           | 57,25                                           | Томоја Итор                                     | Јапан                                           | Пекинг, Кина                                    | 12. септембар 2008.                             |

## Сатница
| Датум               | Време | Ниво               |
| ------------------- | ----- | ------------------ |
| 11. септембар 2016. | 10:00 | Квалификације (Г1) |
| 11. септембар 2016. | 10:08 | Квалификације (Г2) |
| 12. септембар 2016. | 10:20 | Финале             |

Сва времена су по локалном времену (UTC+3)

## Освајачи медаља
|                      |                     |                           |
| Рајмонд Мартин · САД | Томоки Сато · Јапан | Gianfranco Iannotta · САД |

## Резултати

### Квалификације
Квалификације су одржане 12.9.2016. годину у 10:00 и 10:08. Такмичари су били подељени у две групе. У финале су се пласирала прва 3 такмичара из сваке групе и 2 на основу резултата.,,
| Пласман | Група | Атлетичар                      | Земља       | Класа | ЛР      | ЛРС     | Резултат | Белешка |
| ------- | ----- | ------------------------------ | ----------- | ----- | ------- | ------- | -------- | ------- |
| 1.      | 1     | Рајмонд Мартин                 | САД         | Т52   | 55,19   | 57,37   | 57,77    | КВ      |
| 2.      | 2     | Томоки Сато                    | Јапан       | Т52   | 58,20   | 58,20   | 59,41    | КВ      |
| 3.      | 1     | Ђанфранко Инота                | САД         | Т52   | 1:01,69 | 1:01,69 | 1:00,59  | КВ, ЛР  |
| 4.      | 2     | Леонардо де Хесус Перез Хуарез | Мексико     | Т52   | 1:00,01 | 1:03,50 | 1:02,12  | КВ, ЛРС |
| 5.      | 1     | Марио Триндаде                 | Португалија | Т52   | 1:03,51 | 1:07,12 | 1:02,51  | КВ, ЛР  |
| 6.      | 2     | Џеролд Пит Мангливан           | Филипини    | Т52   |         |         | 1:02.67  | КВ      |
| 7.      | 1     | Хироказу Уејонабару            | Јапан       | Т52   | 1:01,48 | 1:02,72 | 1:02,80  | кв      |
| 8.      | 2     | Пичаја Куратанасири            | Тајланд     | Т52   | 1:01,67 | 1:02,96 | 1:03,03  | кв      |
| 9.      | 1     | Томас Гајерспихлер             | Аустрија    | Т52   | 1:00,44 | 1:01,61 | 1:03,27  |         |
| 10.     | 2     | Акиказу Нода                   | Јапан       | Т52   | 1:02,52 | 1:02,52 | 1:03,28  |         |
| 11.     | 1     | Бит Бош                        | Швајцарска  | Т52   | 1:02,67 | 1:03,50 | 1:03,73  |         |
| 12.     | 1     | Салвадор Хернандез Мондрагон   | Мексико     | Т52   | 1:02,02 | 1:04,79 | 1:03,86  | ЛРС     |
| 13.     | 2     | Кристијан Торес                | Колумбија   | Т52   | 1:01,20 | 1:01,20 | 1:05,14  |         |
| 14.     | 2     | Стивен Тојоји                  | Кувајт      | Т52   | 1:02,99 | 1:04,09 | 1:06,15  |         |
|         | 2     | Сем МакИнтош                   | Аустралија  | Т52   | 1:06,39 | 1:09,22 | НС       |         |

### Финале
Такмичење је одржано 13.9.2016. годину у 10:20.
| Пласман | Атлетичар                      | Земља       | Класа | Резултат | Белешка |
| ------- | ------------------------------ | ----------- | ----- | -------- | ------- |
|         | Рајмонд Мартин                 | САД         | Т52   | 58,42    |         |
|         | Томоки Сато                    | Јапан       | Т52   | 58,88    |         |
|         | Ђанфранко Инота                | САД         | Т52   | 1:02,16  |         |
| 4.      | Леонардо де Хесус Перез Хуарез | Мексико     | Т52   | 1:02,87  |         |
| 5.      | Пичаја Куратанасири            | Тајланд     | Т52   | 1:03,27  |         |
| 6.      | Хироказу Уејонабару            | Јапан       | Т52   | 1:04,72  |         |
| 7.      | Џеролд Пит Мангливан           | Филипини    | Т52   | 1:04,93  | ЛР      |
| 8.      | Марио Триндаде                 | Португалија | Т52   | 1:05,35  |         |